# José María Pino Suárez (Durango)
José María Pino Suárez es una localidad del estado mexicano de Durango. Es parte del municipio de Durango.

## Toponimia
El nombre de la localidad rinde homenaje a José María Pino Suárez, vicepresidente de México desde 1911 hasta su asesinato en 1913.

## Demografía
| Gráfica de evolución demográfica |
|                                  |

| Censo | Población |
| ----- | --------- |
| 1940  | 546       |
| 1950  | 1 018     |
| 1960  | 830       |
| 1970  | 1 100     |
| 1980  | 1 533     |
| 1990  | 1 794     |
| 2000  | 1 562     |
| 2010  | 2 014     |
| 2020  | 2 401     |